# Блоке (община)
Община Блоке (словен. Občina Bloke) — одна з общин в південно-західній Словенії. Адміністративним центром є місто Нова вас.

## Населення
У 2010 році в общині проживало 1572 осіб, 829 чоловіків і 743 жінок. Чисельність економічно активного населення (за місцем проживання), 680 осіб. Середня щомісячна чиста заробітна плата одного працівника (EUR), 763,88 (в середньому по Словенії 966.62). Приблизно кожен другий житель у громаді має автомобіль (53 автомобілів на 100 жителів). Середній вік жителів склав 43,2 роки (в середньому по Словенії 41.6). 